# Vogtei Schwei
Die Vogtei Schwei war eine zu Oldenburg gehörende Verwaltungseinheit. Sie bestand bis 1811. In Schweierfeld befanden sich das Amtshaus und die Amtsschließerei (Gefängnis) der Vogtei. Hier befand sich auch die Zwangmühle der Vogtei, in der alle Einwohner mahlen lassen mussten. In der Grafschaft Oldenburg bestanden insgesamt 29 Vogteien.

## Landschaft und Lebensumstände
Die Landschaft bestand zu jeweils einer Hälfte aus Moor- und Marschboden. Das Wetter war wechselhaft. Der starke Wind von der Jade verbesserte die Luftqualität in den moorigen Gebieten. Während des Sommers blühte die Heide und verbesserte die Luftqualität. Den Einwohnern ging es im Allgemeinen aus gesundheitlicher Perspektive relativ gut. Häufig auftretende Krankheiten waren Ruppen- und Brustfellentzündungen sowie Nervenkrankheiten.

## Geschichte
Schwei wurde im Jahr 1528 mit der Errichtung der Kirche zum Kirchspiel. Vermutlich fällt in die gleiche Zeit auch die Einrichtung als Vogteisitz. Im Jahr 1669 tauschte Anton von Aldenburg in einem Vergleich mit Dänemark seine verstreut liegenden Güter gegen die Vogtei Schwei ein, sodass er über Kniphausen, Varel, Jade und Schwei herrschte. Die Vogtei Schwei war gleich mit dem Amtsgericht Schwei. Wenn ein Vogt einem Amtsgericht vorstand, wurde er auch als Amtmann oder Amtsvogt bezeichnet.

### Schulen
Die Kirchdörfer Schwei und Seefeld verfügten über eigene Schulgebäude. Die Bauerschaften Kötermoor, Süderschwei, Norderschwei, Schweier Außendeich, Morgenland, Seefelder Außendeich, Reitland, Neustadt und Frieschenmoor verfügten ebenfalls über Schulen, hier fand der Unterricht teilweise auch in eigenen Gebäuden statt.

## Umfang
Geografisch reichte die Vogtei Schwei im Süden an die Dornebbe und im Norden an den Hobendeich. Im Westen grenzte der Jadebusen das Gebiet geografisch und die Vogtei Jade das Gebiet verwaltungstechnisch ab. Nördlich befanden sich die Vogtei Stollhamm und die Vogtei Abbehausen. Im Osten lag die Vogtei Rodenkirchen. Die Vogtei bestand aus dem gesamten Kirchspiel Schwei und Teilen von drei weiteren Kirchspielen: vom Kirchspiel Seefeld das Kirchdorf, Morgenland, Seefelder Außendeich, Hobendeich, Reitland und dem Vorwerk Seefeld, vom Kirchspiel Schweiburg enthielt sie die Ortschaften Rönnelmoor und Achtermeer, vom Kirchspiel Strückhausen waren die Ortschaften Neustadt und Frieschenmoor zugehörig.

## Wirtschaft
Das Moor lag relativ hoch, weshalb man es durch Umschichtungen leicht dem Ackerbau zugänglich machen konnte. Auf dem Marschboden wurde überwiegend Viehwirtschaft betrieben. Hier gab es 1792 ungefähr 2000 Milchkühe und um die 500 Pferde auf dem Gebiet der Vogtei. Zucht von Schweinen und Schafen fand auf Grund der günstigen Bodenverhältnisse ebenfalls statt. Eine Schätzung geht von circa 3000 Gänsen auf dem Gebiet aus. Neben den üblichen landwirtschaftlichen Produkten der Zeit war aufgrund des sumpfigen Bodens auch Reet verfügbar. Hinzu kam der Abbau und Export von Torf.
Eine Aufzählung der Gewerbetreibenden aus dem Jahr 1793 gibt folgende Auskunft: ein Bäcker, drei Bleicher, zwei Brauern, vier Dachdecker, ein Fassbinder, sieben Kaufleute und Krämer, 13 Krüger beziehungsweise Gastwirte, zwei Maurer, zwei Schlachter, 25 Schneider, 37 Schuster, sieben Schmiede, 80 Weber und 22 Zimmerleute.
In der Landwirtschaft und bei der Erschließung der Moore gab es so viele Erwerbsmöglichkeiten, so dass nur wenige Einwohner der Vogtei außerhalb ihrer Grenzen nach Arbeit suchten. Der Bestand der Häuser lag im Jahr 1793 bei 533. Dabei sind 164 Scheunen und Nebengebäude ebenso mitgezählt, wie die öffentlichen und kirchlichen Gebäude. Die Kasse des Grafen erhob im Jahr 1782 Abgaben und sonstige Einkünfte in Höhe von 9900 Reichstalern.

## Demographie
| Jahr | Einwohner |
| ---- | --------- |
| 1702 | 2.345     |
| 1769 | 3.359     |
| 1804 | 2.774     |

## Vögte
| Zeitraum            | Name                              |
| ------------------- | --------------------------------- |
| um 1607             | Georg Hunrichs                    |
| ab mind. 1619 –1633 | Eberhardt von Marenholz           |
| 1638–1646(?)        | Syabbe Hoddersen                  |
| 1646–1677           | Alverich Hoddersen                |
| ab 25.06.1688       | Hinrich Hodders/Henrich Hoddersen |
| 1729–1777           | Christian Ernst Schmid(t)         |
| um 1826             | ein Amtmann Eschen                |

## Sonstiges
Die Oldenburger Vogteikarte von 1790 enthält eine Karte der Vogtei Schwei. Zur Entstehungszeit der Karte dürften hier 3600 Menschen gelebt haben.

## Listen
- Liste der Vogteien des Herzogtums Oldenburgs